# Flamingokvintetten
Flamingokvintetten er et svensk danseband der blev dannet i 1960.

## Diskografi
| - 1967: Harrli harrlå - 1968: Jag går ut med hunden - 1969: Chin Chin - 1970: 1:an - 1972: 2:an - 1972: 3:an - 1973: 4:an - 1974: 5:an - 1975: 6:an - 1976: 7:an - 1977: Singel LP - 1977: 8:an - 1978: 9:an - 1979: 10:an - 1980: 11:an - 1981: 12:an - 1982: 13:an - 1983: 14:an - 1984: En vän du kan väcka mitt i natten - 1985: 16 | - 1986: Flickan från Heidelberg - 1985: 18 - 1989: 19 - 1989: 20 - 1992: 21 - 1993: Samma tid samma plats - 1996: Favoriter - 1997: Lata dagar med dig - 2000: Da Capo - 2001: Amor - 2004: Sommarfavoriter - 2007: De första 45 åren - 2007: I mina drömmar - 2007: 20 klassiker - 2008: Bästa - 2010: Tack & förlåt - 2012: Den här sången... |

## Eksterner henvisninger
- Flamingokvintetten Arkiveret 6. marts 2016 hos  Wayback Machine